# コモロの銀行の一覧
コモロの銀行の一覧

## 中央銀行
- コモロ中央銀行（英語版）

## 商業銀行
- コモロ産業商業銀行 (Banque pour l’Industrie et le Commerce des Comores)
- エクシム銀行 (コモロ)（英語版）
- スタンダード・ヘリエー銀行 (Standard Hellier Bank)

- コモロ開発銀行（フランス語版）